# Zdeněk Voženílek
Zdeněk Voženílek (23. ledna 1929 Běchovice – 22. února 1981 Praha) byl český fotograf druhé poloviny 20. století

## Život a dílo
Zdeněk Voženílek se narodil v Běchovicích u Prahy jako syn železničáře. Základní školu, obecnou a měšťanskou, vychodil v Běchovicích. V letech 1944 - 1948 navštěvoval Vyšší průmyslovou školu stavební v Praze. V letech 1951 – 1953 absolvoval základní vojenskou službu – jako bývalý člen národně socialistické strany byl odveden k Pomocným technickým praporům (PTP), kde strávil 2,5 roku. Po vojně se oženil (Marie, roz. Grabmullerová) a nastoupil do Pražského projektového ústavu do ateliéru architekta Bohuslava Fuchse a poté arch. Podzemného. Od roku 1958 se stal vedoucím fotolaboratoře (narodila se dcera Alice). Ve funkci vedoucího fotoateliéru pracoval až do roku 1978, kdy po opakovaných infarktech odešel do invalidního důchodu. Ve volné tvorbě se věnoval zejména fotografování krajiny, stromů a pražských vedut. Zemřel ve věku 52 let.
V letech 1961 a 1962 absolvoval Zdeněk Voženílek Lidovou akademii vědy, techniky a umění v oboru fotografie se specializací na černobílou fotografii. Zpočátku zachycoval svět kolem něj (zejména Kampu a Malou Stranu, kde bydlel na Újezdě 15) fotoaparátem Rolleiflex a pak Praktisix na formát 6x6. Nejslavnější fotografie byla v této době pořízena právě na Petříně – byla to Zima v Praze, oceněná na mnoha světových výstavách[zdroj⁠?!], dále fotografie ze souboru Kampa (Oběd, Nedělní procházka). Při svých toulkách Prahou se soustředil i na oblast kolem Vltavy – plovárny, hausboty i veslařské závody, rád fotil lidi kolem řeky (plánoval vydání publikace s touto tematikou). V šedesátých letech navštívil jako člen fotokroužku Vagonka Tatra s několika kolegy Paříž, odkud přivezl mistrovské momentky z Montmartru a Versailles.
Voženílek hodně publikoval v tisku a účastnil se s našimi předními fotografy výstav v zahraničí. Jeho práce jsou zastoupeny ve fotografických ročenkách Year Book (1962, 1963, 1965, 1966). V roce 1963 byl Voženílek přijat do Svazu čs. výtvarných umělců a mimo svoji práci se pilně věnoval volné fotografii. Jeho fotografie jsou publikovány ve fotografických ročenkách Velké Británie Photography Year Book (1970 a 1973).
Také další cesty (především putování po Skandinávii, které podnikl v červenci 1968), jej velmi ovlivnily. Přesto zůstal především fotografem domova, patrně ovlivněn i vzorem Josefa Sudka, kterého obdivoval. Mezi jeho vzory patřil z českých fotografů Karel Plicka, Ladislav Sitenský, Dagmar Hochová a z vrstevníků měl rád práce Viléma Heckela a Jana Šplíchala.
Voženílek své fotografie soudobé i historické architektury pořizoval „Linhofkou“ 9x12. Při fotografování architektury vždy volil vhodné stanoviště a osvětlení, jeho snímky jsou plastické, čisté a kompozičně dokonalé.
Při své práci často dokumentoval i plastiky předních československých sochařů, jejichž díla byla součástí architektury a sídlišť. V jeho archívu jsou fotografie děl sochařů Chlupáče, Kmentové, Karouška, Dvořáka, Vystrčila, Kovaříka a jiných (např. Jany Paroubek, která žila v Holandsku, † 1987). Zvláštní kapitolou bylo jeho přátelství s keramikem Janem Kutálkem, které je dlouho pojilo a jehož práci dlouhodobě dokumentoval.
Zdeněk Voženílek zemřel ve Vinohradské nemocnici po opakovaných infarktech ve věku 52 let. Jeho dílo náleží svými kvalitami i individualitou rukopisu k důležitým přínosům ve vývoji české fotografie 2. poloviny 20. století.[zdroj⁠?!]

## Výstavy
- 1961 – Varšava a Paříž
- 1962 – Versailles
- 1963, 1965 a 1966 – putovní výstavy Photography in the Fine Arts USA, Budapešti
- 1965 – Berlín (dvě III. a IV. cena)
- 1977 – Frágnerova galerie, retrospektivní přehlídka Československé fotografie v Kasselu
- 1980 – samostatná výstava Praha ve fotografii, klub Polygrafia
- 1981 – posmrtná samostatná výstava „ Krajina ve fotografii“, Malá galerie Čs. spisovatele
- 1982 – samostatná výstava v Českých Budějovicích a v Havaně
- 2016 – samostatná výstava Galerie Josefa Sudka, Úvoz